# Festa de La Rinascita
La festa de La Rinascita è la denominazione che assumono i festival organizzati periodicamente in diversi comuni d'Italia, inizialmente dal Partito dei Comunisti Italiani (dal 1999 al 2015) poi dal Partito Comunista Italiano (dal 2016).

## Storia
La scissione dell'area cossuttiana dal Partito della Rifondazione Comunista diede origine l'11 ottobre 1998 al Partito dei Comunisti Italiani.
Il PdCI si doterà a partire dal gennaio 1999, come organo del partito, del settimanale La Rinascita della sinistra, che nel nome e nella grafica voleva rifarsi allo storico settimanale Rinascita fondato e diretto fino alla morte da Palmiro Togliatti.
Nel medesimo anno vengono inaugurate le prime feste di partito con lo scopo di autofinanziarsi, assumendo il nome di Festa de La Rinascita o talvolta di Festa de La Rinascita della sinistra.
Dal 1999 al 2008 si tengono anche feste nazionali, in seguito solo locali.
Nel 2010, in seguito alla nascita della Federazione della Sinistra, il PdCI organizza a Roma la festa nazionale assieme a Rifondazione Comunista, chiamata Festa Nazionale della Federazione della Sinistra.
Nel 2016 il PdCI si scioglie per dare vita al Partito Comunista Italiano, le feste a quel punto assumono la denominazione di Festa de La Rinascita del PCI.

## Organizzazione
Le feste de La Rinascita possono essere organizzate dai circoli, dalle federazioni provinciali e regionali. Esiste poi, annualmente, una festa de La Rinascita nazionale, organizzata in una città scelta appositamente. Generalmente, ospitano spazi per dibattiti, spettacoli, concerti e stand gastronomici. La loro organizzazione avviene a cura del partito e lo staff è composto da volontari iscritti o simpatizzanti del partito, mentre la partecipazione è aperta all'intera cittadinanza.

## Edizioni
Feste nazionali de La Rinascita
- 1999: Pescara e Cogoleto
- 2000: Fiumicino e Roma
- 2001: Napoli
- 2002: Torino
- 2003: Roma
- 2005: Firenze
- 2006: Roma
- 2007: Roma
- 2008: Roma
- Nel 2010 Festa Nazionale della Federazione della Sinistra
- 2010: Roma
- Dal 2016 Feste Nazionali de La Rinascita del PCI
- 2022: Massarosa
- 2024: Orvieto